# Mantispa enderleini
Mantispa enderleini is een insect uit de familie van de Mantispidae, die tot de orde netvleugeligen (Neuroptera) behoort. 
Mantispa enderleini is voor het eerst wetenschappelijk beschreven door Banks in 1914.